# Общественные издержки
Общественные издержки (англ. social cost) в экономической теории — сумма частных издержек, возникающих в результате сделки, и издержек, налагаемых на потребителей вследствие их воздействия на сделку, за которую они не получают компенсации или платы.

## История
В работе английского экономиста Артура Сесила Пигу «Экономическая теория благосостояния» 1920 года автор выделил частные (индивидуальные) и общественные издержки, развил идею Генри Сиджвика о конфликтности частных и общественных интересов.
Проблему общественных издержек продолжил американский экономист Рональд Коуз в работе «Проблема социальных издержек», опубликованной в 1960 году. Коуз анализирует ситуации, когда экономические агенты при принятии решений не считаются с последствиями своих действий для окружающих.

## Определение
Согласно Новый Палгрейв: словарь по экономике общественные издержки — сумма частных издержек, возникающих в результате сделки, и издержек, налагаемых на потребителей вследствие их воздействия на сделку, за которую они не получают компенсации или платы, где частные издержки — издержки, которые несёт лично экономический агент, предпринимающий действия, совершающий сделку; внешние издержки — издержки, которые вынуждено нести другие от действий экономического агента, совершающего сделку. Таким образом общественные издержки — это сумма частных и внешних издержек.

## Анализ выгод и издержек
Артур Пигу проанализировал ситуацию, когда от деятельности предприятия возникают внешние эффекты, которые в зависимости от знака могут быть либо больше, либо меньше частных издержек. Возникновение разрыва (дивергенции) между разницы частных выгод и частных издержек и общественной выгодой и общественными издержками в результате совершенной сделки. В случаях, когда общественные издержки производства товара или услуги были больше частных издержек его производителя, то частное предложение оказывалось неадекватным оптимальному распределению ресурсов с точки зрения всего общества. Согласно А. Пигу, необходимо соблюдать условие: предельная общественная выгода, отражающая сумму, которую общество платит за все выгоды от использования дополнительной единицы товара, должна быть равна предельным общественным издержкам, то есть сумме, которую общество согласилось бы заплатить за альтернативное использование ресурсов. В случаях, когда предельная общественная выгода превышает предельную частную выгоду, то общество должно субсидировать производство данного товара. Когда же предельные общественные издержки превышают предельные частные издержки, общество должно обложить налогом ту деятельность, связанную с дополнительными общественными издержками, чтобы частные издержки и цена товара отражали бы потом эти издержки.
{\displaystyle MPC+MEC=MSC};
{\displaystyle MPC+MEC=MSC=MSB};
{\displaystyle MEB+MPB=MSB=MSC}.
Рональд Коуз считает, что экономические агенты абстрагируются от издержек, либо выгод, которые достанутся другим. Возникают расхождения между частными и общественными издержками (равные сумме частных и внешних издержек) или между частными и общественными выгодами (равные сумме частных и внешних выгод). Поскольку любой агент основывает свои решения на сопоставлении частных выгод с частными издержками, то это приводит либо к перепроизводству благ с отрицательными внешними эффектами, либо к недопроизводству благ с положительными внешними эффектами. Распределение ресурсов оказывается неэффективным, с точки зрения всего общества.

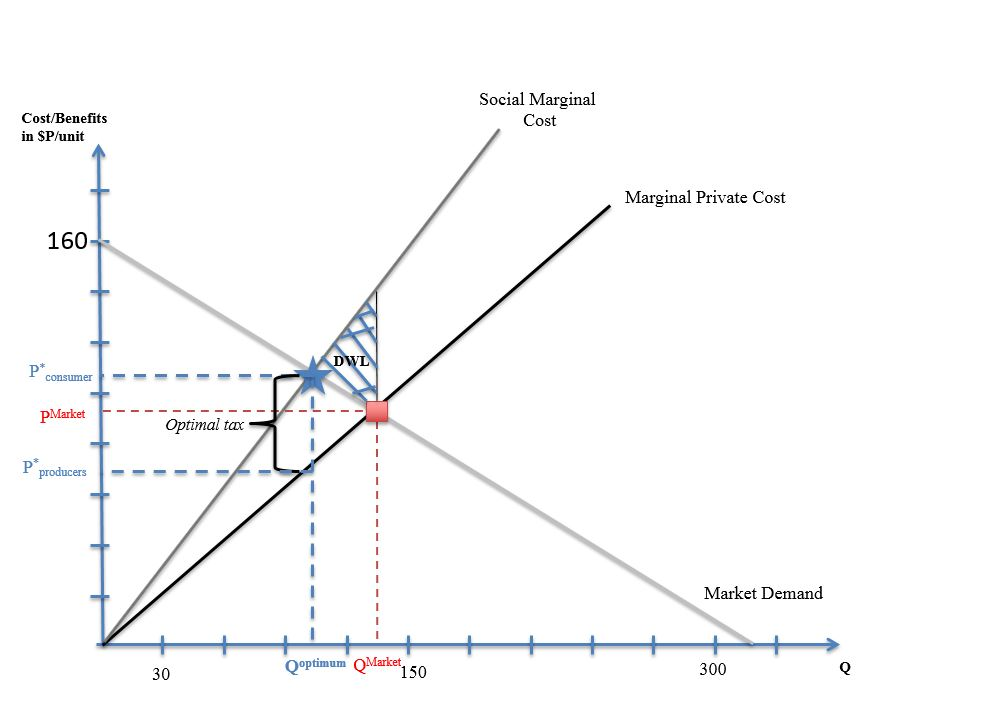
Чистые общественные потери
Отрицательный внешний эффект. Общественные издержки выше частных.
Положительный внешний эффект. Общественные выгоды выше частных.
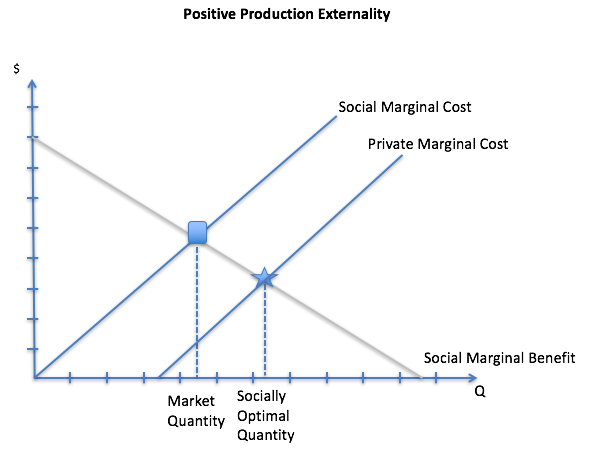
Положительный внешний эффект. Предельные общественные издержки выше частных.
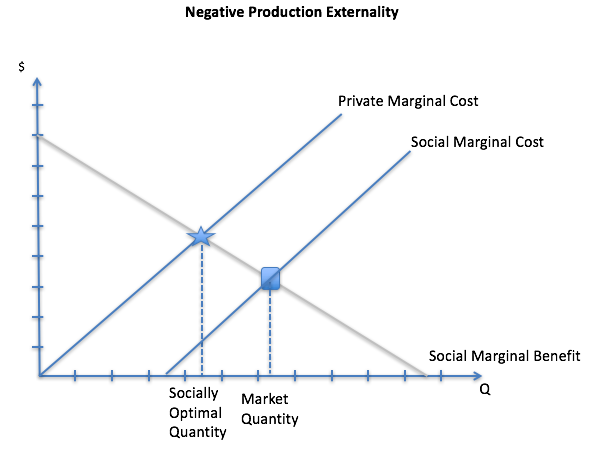
Отрицательный внешний эффект. Предельные общественные издержки ниже частных.
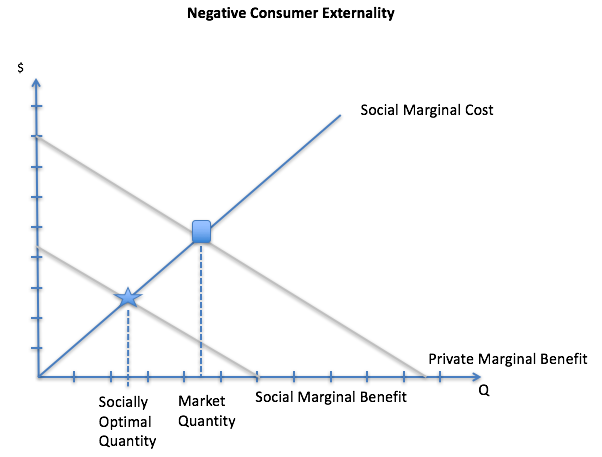
Отрицательный внешний эффект. Предельные общественные выгоды ниже частных.
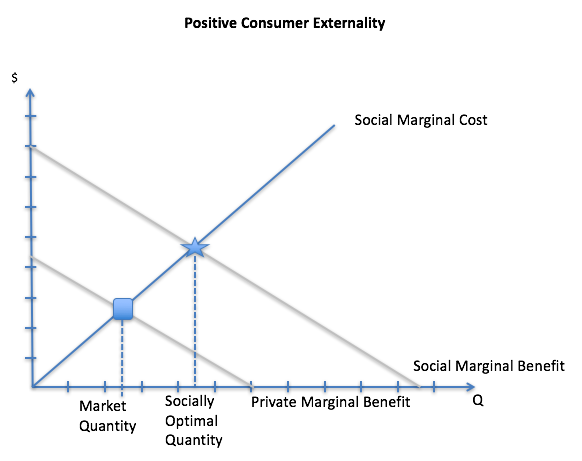
Положительный внешний эффект. Предельные общественные выгоды выше частных.

## Факторы ограничения
Существуют проблемы оценки общественных издержек:
- Пространственно-временные границы общества. Когда внешние издержки возникают у соседнего индивидуума, а когда у нескольких государств, мирового сообщества. Когда затрагиваются интересы будущих поколений.
- Учёт издержек и выгод с точки зрения общества. Когда рост издержек одного экономического агента компенсируется доходом других. Таким образом, в расчёт общественных издержек не включают величину ренты.
- Учёт издержек в краткосрочном и долгосрочном периодах. В случаях, когда величина внешних издержек с течением времени будет снижаться, будет снижаться и величина общественных издержек, в долгосрочном периоде будет ниже, чем в краткосрочном.
- Агрегирование. Возможность межличностных сравнений полезности, равенство предельной полезности денег для всех экономических агентов.